# Архиепархия Луисвилла

Герб архиепархии Луисвилла

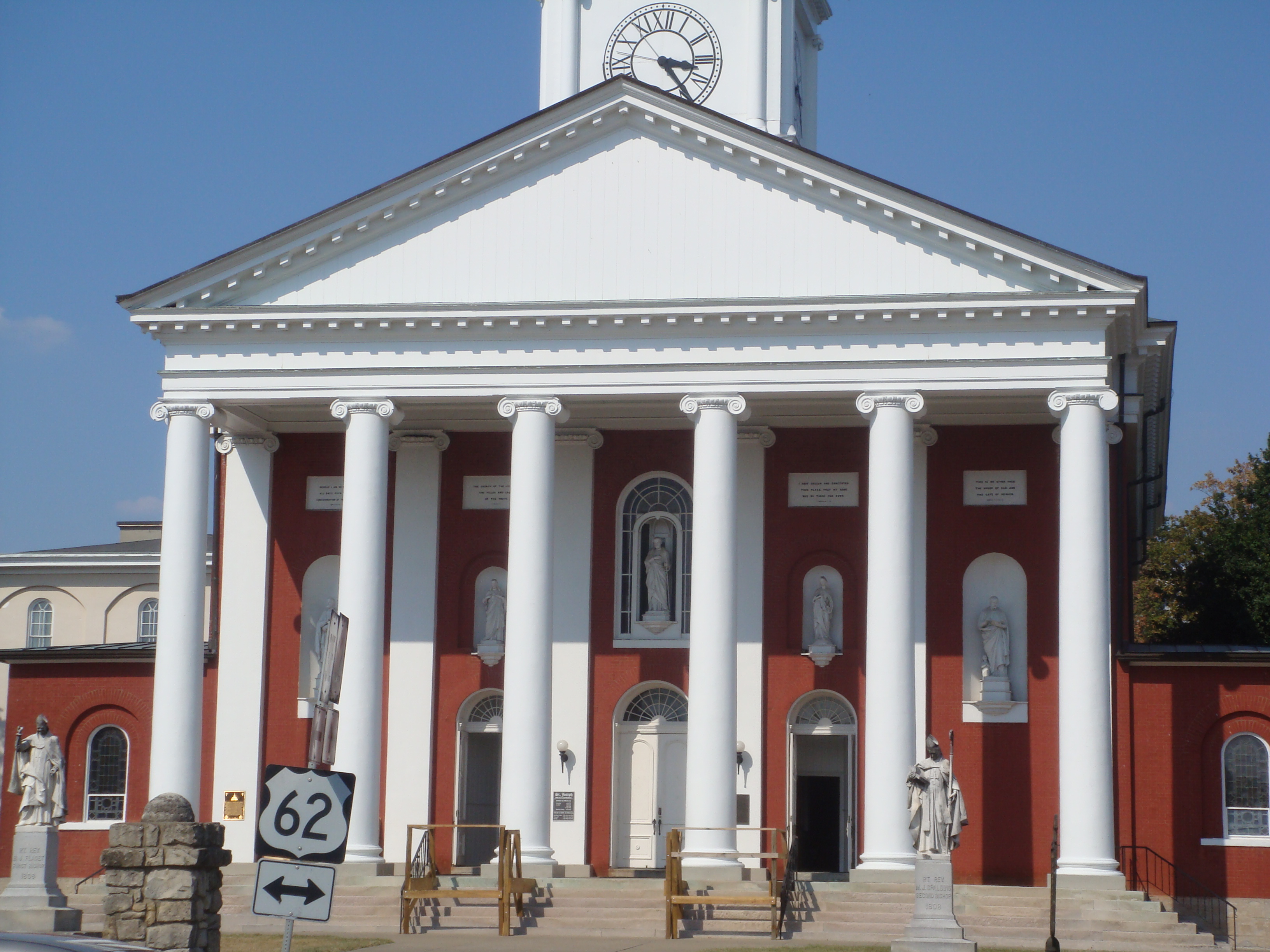
Сокафедральная Базилика святого Иосифа (Луисвилл), Луисвилл

Архиепархия Луисвилла (лат. Archidioecesis Ludovicopolitana, англ. Roman Catholic Archdiocese of Louisville) — архиепархия Римско-Католической церкви с центром в городе Луисвилл, США. В митрополию Луисвилла входят епархии Ковингтона, Лексингтона, Мемфиса, Ноксвилла, Нашвилла, Оуэнсборо. Кафедральным собором архиепархии Луисвилла является Собор Успения Пресвятой Девы Марии.

## История
8 апреля 1808 года Римский папа Пий VII издал бреве «Ex debito», которым учредил епархию Бардстона, выделив её из епархии Балтимора.
19 июня 1821 года, 6 мая 1834 года и 28 июля 1837 года епархия Бардстона передала часть своей территории новым епархиям Цинциннати, Винсенна и Нэшвилла.
13 февраля 1841 года кафедра епископа епархии была переведена из Бардстона в Луисвилл и епархия Бардстона была переименована в епархию Луисвилла. 19 июля 1850 года епархия Луисвилла вступила в митрополию Цинциннати.
29 июля 1853 года и 9 декабря 1937 года епархия Луисвилла передала часть своей территории новым епархиям Ковингтона и Оуэнсборо.
10 декабря 1937 года Римский папа Пий XI издал буллу «Quo christifidelium», которой возвёл епархию Луисвилла в ранг архиепархии.
14 января 1988 года архиепархия Луисвилла передала часть своей территории новой епархии Лексингтона.

## Ординарии архиепархии
- епископ Бенедикт Джозеф Фладжет[англ.] (08.04.1808 — 07.05.1832) — ушел в отставку, позднее вновь был назначен
- епископ Джон Баптист Мэри Дэвид[англ.] (25.08.1832 — 17.03.1833)
- епископ Бенедикт Джозеф Фладжет[англ.] (17.03.1833 — 12.02.1850)
- епископ Мартин Джон Сполдинг[англ.] (12.02.1850 — 03.05.1864) — назначен архиепископом Балтимора
- епископ Питер Джозеф Лавиаль[англ.] (07.07.1865 — 11.05.1867)
- епископ Уильям Джордж Макклоски[англ.] (03.03.1868 — 17.09.1909)
- епископ Дэнис О’Донахью[англ.] (07.02.1910 — 26.07.1924)
- архиепископ Джон Александр Флёрш[англ.] (26.07.1924 — 01.03.1967)
- архиепископ Томас Джозеф Макдоноу[англ.] (01.03.1967 — 29.09.1981)
- архиепископ Томас Каэтан Келли[англ.] (28.02.1981 — 12.06.2007)
- архиепископ Джозеф Эдвард Куртц[англ.] (12.06.2007 — 08.02.2022)
- архиепископ Шелтон Джозеф Фабр[англ.] (с 08.02.2022)

## Источник
- Annuario Pontificio, Libreria Editrice Vaticana, Città del Vaticano, 2003, ISBN 88-209-7422-3;
- Бреве Ex debito, Bullarium pontificium Sacrae congregationis de propaganda fide, т. IV, Romae, 1841, стр. 339 Архивная копия от 2 апреля 2015 на Wayback Machine  (лат.);
- Булла Quo christifidelium, AAS 30 (1938), стр. 260 Архивная копия от 3 марта 2013 на Wayback Machine  (лат.).